# Crnogorska republička nogometna liga 1948./49.
Republička liga Crne Gore (Crnogorska republička nogometna liga) bila je liga trećeg stupnja nogometnog prvenstva Jugoslavije u sezoni 1948./49. 
 Sudjelovalo je 8 klubova, a prvak je bila "Sutjeska" iz Nikšića. 

## Kvalifikacije za popunu lige
Uz ranije članove (Sutjesku, Bokelj, Lovćen, Arsenal i Velimir Jakić) liga od osam klubova popunjena je poslije kvalifikacija (Iskra iz Danilovgrada, Ika iz Berana i Tempo iz Bara. Kvaliifikacije su održane u prvoj polovici 1948. godine.
| 1. kolo           | 1. kolo | 1. kolo               |     |     |
| ----------------- | ------- | --------------------- | --- | --- |
| IKA Berane        | –       | Tršo Bijelo Polje     | 1:0 | 1:0 |
| Finale            |         |                       |     |     |
| Gorštak Kolašin   | –       | IKA Berane            | 0:0 | 0:1 |
| Iskra Danilovgrad | –       | ?                     | ?   | ?   |
| Tempo Bar         | –       | Jedinstvo Herceg Novi | 3:1 | 0:1 |

## Ljestvica
| mj.    | klub                   | ut. | pob. | ner. | por. | gol+ | gol- | bod |
| ------ | ---------------------- | --- | ---- | ---- | ---- | ---- | ---- | --- |
| 1.     | Sutjeska Nikšić        | 7   | 6    | 1    | 0    | 20   | 2    | 13  |
| 2.     | Lovćen Cetinje         | 6   | 3    | 2    | 1    | 11   | 5    | 8   |
| 3.     | Velimir Jakić Pljevlja | 4   | 2    | 2    | 0    | 7    | 3    | 6   |
| 4.     | Bokelj                 | 6   | 3    | 0    | 3    | 13   | 1    | 6   |
| 5.     | Arsenal Tivat          | 3   | 1    | 0    | 2    | 5    | 7    | 2   |
| 6.     | Iskra Danilovgrad      | 5   | 1    | 0    | 4    | 8    | 18   | 2   |
| 7.     | IKA Berane             | 3   | 0    | 1    | 2    | 2    | 6    | 1   |
| 8.     | Tempo Bar              | 4   | 0    | 0    | 4    | 4    | 18   | 0   |
|        |                        |     |      |      |      |      |      |     |
| Izvori |                        |     |      |      |      |      |      |     |

- Viši rang:
  - Sutjeska (Nikšić) je igrao kvalifikacije za Drugu saveznu ligu – nije uspio. Sutjeska se plasirala u Treću saveznu ligu.
  - Lovćen (Cetinje) je igrao kvalifikacije za novoformiranu Treću saveznu ligu – nije uspio
- Ispali:
  - nitko – Arsenal i Mornar ostali su u ligi poslije kvalifikacija
- Novi članovi:
  - Bratstvo (Bijelo Polje) – poslije kvalifikacija
- Napomena:
  - Tablica je nepotpuna jer je prvenstvo imalo dosta neregularan tok: loš kalendar, poništavanje utakmica, neodigrane utakmice itd. Zna se jedino, sa sigurnošću, da je Sutjeska osvojila prvo mjesto
  - Tempo (Bar) promijenio ime u Mornar

## Utakmice Tempa (Bar)
Veliki broj utakmica nije odigran. Za ilustraciju „put“ Tempa:
| 1. kolo | Arsenal  | – | Tempo    | nije igrano zbog neprikladnog terena           |
| 2. kolo | Iskra    | – | Tempo    | 3:2                                            |
| 3. kolo | Lovćen   | – | Tempo    | 5:0                                            |
| 4. kolo | IKA      | – | Tempo    | nije igrano                                    |
| 5. kolo | Jakić    | – | Tempo    | nije igrano zbog nedostatka prevoznog sredstva |
| 6. kolo | Bokelj   | – | Tempo    | 5:1                                            |
| 7. kolo | Tempo    | – | Sutjeska | 1:5                                            |
| 8. kolo | Tempo    | – | Arsenal  | nije igrano iz tehničkih razloga               |
| 9. kolo | Sutjeska | – | Tempo    | nije odigrano                                  |

## Kvalifikacije za ulazak u ligu

### Prvi dio
- Prva grupa: Sudionici: Jedinstvo (Herceg Novi), Primorac (Bijela), Mogren (Budva) i Grafičar (Cetinje).
  - Napred išli: Grafičar (Cetinje) i Jedinstvo (Herceg Novi)
- Druga grupa: Sudionici: Udarnik (Golubovci), Crvena zastava (Titograd – klub seljačke radne zadruge Roglja – srez Titograd), Dečić (Tuzi), Prvi maj (Nikšić), Gorštak (Kolašin) i Bratstvo (Bijelo Polje)
  - U daljnju fazu išli su: Jedinstvo (Bijelo Polje) i Crvena zastava (Rogami)

### Drugi dio
- Sudionici: Grafičar (Cetinje), Jedinstvo (Herceg Novi), Jedinstvo (Bijelo Polje) i Crvena zastava (Rogami) – po dva prvoplasirana tima u obje grupe  prvog kruga kvalifikacija
- Mornar (Bar) i Arsenal (Tivat) – sedmi i osmi iz prvenstva

| mj.    | klub                  | ut. | pob. | ner. | por. | gol+ | gol- | bod |
| ------ | --------------------- | --- | ---- | ---- | ---- | ---- | ---- | --- |
| 1.     | Arsenal Tivat         | 5   | 4    | 0    | 1    | 14   | 7    | 8   |
| 2.     | Mornar Bar            | 5   | 4    | 0    | 1    | 10   | 8    | 8   |
| 3.     | Bratstvo Bijelo Polje | 5   | 2    | 0    | 3    | 13   | 9    | 4   |
| 4.     | Grafičar Cetinje      | 5   | 2    | 0    | 3    | 6    | 8    | 4   |
| 5.     | Jedinstvo Herceg Novi | 5   | 2    | 0    | 3    | 8    | 9    | 4   |
| 6.     | Crvena zastava Rogami | 5   | 1    | 0    | 4    | 3    | 13   | 2   |
|        |                       |     |      |      |      |      |      |     |
| Izvori |                       |     |      |      |      |      |      |     |

- U Crnogorsku ligu su se plasirali: Arsenal (Tivat), Mornar (Bar) i Bratstvo (Bijelo Polje)

1. kolo
- Arsenal (Tivat) – Grafičar (Cetinje) 2:0
- Crvena zastava (Rogami) – Jedinstvo (Herceg Novi) 1:0
- Bratstvo (Bijelo Polje) – Mornar (Bar) 4:0

2. kolo
- Mornar (Bar) – Crvena zastava (Rogami)  3:1
- Grafičar (Cetinje) – Bratstvo (Bijelo Polje) 3:1
- Arsenal (Tivat) – Jedinstvo (Herceg Novi) 4:1

3. kolo
- Grafičar (Cetinje) – Mornar (Bar) 0:1
- Crvena zastava (Rogami) – Arsenal (Tivat) 1:2
- Bratstvo (Bijelo Polje) – Jedinstvo (Herceg Novi) 0:1

4. kolo
- Mornar (Bar) – Arsenal (Tivat) 2:1
- Jedinstvo (Herceg Novi) – Grafičar (Cetinje) 4:0
- Bratstvo (Bijelo Polje) – Crvena zastava (Rogami)5:0

5. kolo
- Arsenal (Tivat) – Bratstvo Bijelo Polje) 5:3
- Mornar (Bar) – Jedinstvo (Herceg Novi) 4:2
- Grafičar (Cetinje) – Crvena zastava (Rogami) 3:0 (par-forfe)

## Unutrašnje poveznice
- 3. ligaški rang 1948./49.